# Krechting (Adelsgeschlecht)

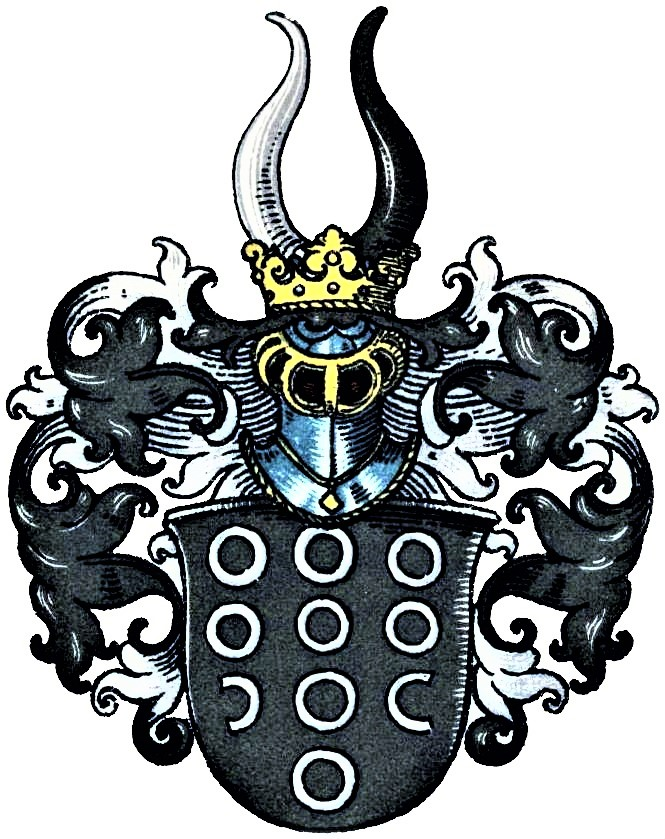
Wappen derer von Krechting im Wappenbuch des Westfälischen Adels

Krechting (auch Crechting, Krechtinck o. ä.) ist der Name eines westfälischen Adelsgeschlechts.

## Geschichte
Der Stammsitz des Geschlechts lag in Krechting einem Ortsteil von Rhede bei Bocholt im Münsterland. Haus Krechting war ein Lehen der Abtei Werden. Henricus de Krechtinch wurde 1412 mit dem Haus belehnt. 1404 war dieser Richter zu Winterswijk. Als Lehnsnehmer folgten 1439 Heinrich von Crechtinch und 1446 Johann von Krechtinch. Ferner besaß die Familie die Werdener Güter ther Kemenaden, ther Mobelschen, Rutgerinch, Mobelenvorst, Herkinck, Nebeldinch, Wevelsmers und toir Stroet. 1481 war Haus Krechting dann in Händen des eingeheirateten Adelsgeschlechts Barnsfeld, das heißt in Händen von Gerd von Bernsfelde, Drost zu Bocholt. 1493 quittierte ein Johann von Krechting den Empfang von 50 Gulden, die er vom Bischof von Münster für die Gefangenschaft seines Sohnes erhalten hatte.
Das Geschlecht erlosch um 1550.
Entgegen der Darstellung von Anton Fahne, der den Täufer „Johann Krechting“, gemeint ist wohl der 1536 in Münster hingerichtete Bernd Krechting, Bruder von Heinrich Krechting, Kanzler des Täuferreichs, zum hier behandelten Adelsgeschlecht zählt, ist festzustellen, dass die Täufer-Brüder einer aus Schöppingen stammenden, zwar gleichnamigen, aber nicht-verwandten und wappenverschiedenen Familie entstammen. Die Familie der Täufer-Brüder führte drei (2:1) Eichenblätter im goldenen Schild, wie auf einem Porträt des Bremer Bürgermeisters Heinrich Krefting, einem Enkel des Täufers Heinrich Krechting, zu erkennen ist.

## Wappen
Blasonierung: In Schwarz zehn (3:3:3:1) silberne Ringe. Auf dem gekrönten Helm zwei Büffelhörner, rechts silbern, links schwarz. Die Helmdecken sind schwarz-silbern.
Analog Anton Fahne behauptet auch Max von Spießen, dass „die äußeren (Ringe) der unteren Reihe nur halb und mit der offenen Seite nach Außen gekehrt sind.“ Tatsächlich jedoch zeigen verschiedene Siegel der Familie nur volle Ringe, auch in der unteren (dritten) Reihe.